# Joaquín Bornes
Joaquín Bornes Rincón (Los Palacios y Villafranca, provincia de Sevilla, 24 de marzo de 1975) es un exfutbolista español y entrenador de fútbol.

## Trayectoria deportiva
Destaca en el equipo de su ciudad natal, Los Palacios, con quien debuta en la Tercera División con sólo 16 años. En 1994 es fichado por R.C. Recreativo de Huelva, que en aquel entonces militaba en Segunda División B. El defensa se hace un lugar titular en el once onubense, siendo clave en el retorno de los andaluces a Segunda División.
En la temporada 1998/99 debuta en Segunda División con el R.C. Recreativo de Huelva, jugando 36 partidos. Esas buenas cifras llaman la atención de equipos de Primera División, y finalmente, ficha por el Real Betis, con quien debuta en la máxima categoría del fútbol español. El de Los Palacios no mantendría la titularidad, aunque disputa 21 partidos de la temporada 1999/00. El Real Betis baja a Segunda División, donde todavía jugaría menos, 15 partidos, en parte debido a las lesiones.
El verano de 2001 regresa al R.C. Recreativo de Huelva. Pero, no logra la titularidad y sólo aparece en 10 partidos, en una temporada en el que los onubenses suben a Primera División. Tras militar en el Elche C. F. y en el Raith Rovers escocés, recala en la S.D. Ponferradina con quien sube a Segunda División y disputa 35 partidos en la categoría de plata, aunque los bercianos no alcanzan la permanencia. La temporada 2009/10 ficha por el modesto Jerez Industrial C.F..
Tras retirarse como jugador, Joaquín Bornes ha continuado vinculado al fútbol como entrenador, dirigiendo al Los Palacios CF, de la regional andaluza.

## Clubes

### Clubes como jugador
| Club                      | País    | Año       |
| ------------------------- | ------- | --------- |
| Los Palacios CF           | España  | 1991-1992 |
| Los Palacios CF           | España  | 1992-1993 |
| Los Palacios CF           | España  | 1993-1994 |
| R.C. Recreativo de Huelva | España  | 1994-1995 |
| R.C. Recreativo de Huelva | España  | 1995-1996 |
| R.C. Recreativo de Huelva | España  | 1996-1997 |
| R.C. Recreativo de Huelva | España  | 1997-1998 |
| R.C. Recreativo de Huelva | España  | 1998-1999 |
| Real Betis                | España  | 1999-2000 |
| Real Betis                | España  | 2000-2001 |
| R.C. Recreativo de Huelva | España  | 2001-2002 |
| Elche C. F.               | España  | 2002-2003 |
| Raith Rovers F.C          | Escocia | 2003-2004 |
| S.D. Ponferradina         | España  | 2004-2005 |
| S.D. Ponferradina         | España  | 2005-2006 |
| S.D. Ponferradina         | España  | 2006-2007 |
| S.D. Ponferradina         | España  | 2007-2008 |
| S.D. Ponferradina         | España  | 2008-2009 |
| Jerez Industrial C.F.     | España  | 2009-2010 |

### Clubes como entrenador
| Club            | País   | Año       |
| --------------- | ------ | --------- |
| Los Palacios CF | España | 2012-2013 |